# صنسلك
صنسلك (بالإنجليزية: Sunsilk)‏ (المعروفة أيضًا باسم سيدال في بلدان أمريكا اللاتينية الناطقة بالإسبانية، سيدا في البرازيل، إليدور في تركيا وهازلين في الصين) هي علامة تجارية بريطانية للعناية بالشعر تنتجها شركة ينيليفر. تم تقديم العلامة التجارية في عام 1954 في المملكة المتحدة، وهي متوفرة في معظم دول العالم. إنها علامة تجارية للعناية بالشعر في الهند وبنغلاديش وسنغافورة وماليزيا وفيتنام والفلبين والبرازيل والأرجنتين وبوليفيا وسريلانكا وباكستان وإندونيسيا وتايلاند.[بحاجة لمصدر]

## تاريخ
تم إطلاق صنسلك في المملكة المتحدة في عام 1954، وبحلول عام 1959 أصبح متاحًا في 18 دولة مختلفة حول العالم. في ذلك الوقت، كانت صنسلك تتمتع بميزة على أنواع الشامبو الأخرى في السوق لأنها كانت بحاجة إلى تطبيق واحد فقط، مما يعني غسل الشعر بزيوت طبيعية أقل. تم إطلاق شامبو صنسلك كريم للشعر الجاف في عام 1956.
في عام 1960، تم إطلاق شامبو صنسلك تونيك، الذي يحتوي على عنصر علاج الجلد آلانتوين المصمم للمساعدة في الحفاظ على فروة الرأس خالية من العدوى.
في عام 1961، أعيد إطلاق شامبو صنسلك السائل إلى صنسلك بيوتي، لأن «السائل» في الاسم، الذي استخدم في الأصل لتمييز المنتج عن مسحوق الشامبو أصبح بلا معنى لأن غالبية الشامبو كانت الآن في شكل سائل.
في عام 1962، تم تسويق صنسلك كمجموعة من الشامبو لأنواع مختلفة من الشعر.

إعلان عام 1985 لشركة صنسلك، المعروفة باسم سيدا في البرازيل.

قامت صنسلك بتحسين تركيبة المنتج بشكل كبير وأطلقت أنواعًا جديدة في عام 1966: أول شامبو رئيسي يحتوي على زيت الزيتون، والذي كان بمثابة مكيف لجعل الشعر ناعماً ويمكن التحكم فيه؛ شامبو للشعر الباهت، والذي يعيد لمعان الشعر الطبيعي؛ شامبو الليمون للشعر الدهني بمكونات تنظيف عميقة.
تم إطلاق رذاذ صنسلك للشعر لأول مرة في عام 1964 لدخول سوق رذاذ الشعر المتوسع، ولكن في عام 1966 تم تطوير تركيبة منتج جديدة أعطت ثباتًا، حتى في الطقس الرطب بينما مع الحفاظ على الشعر.

في عام 1969، تمت إعادة تعبئة شامبو صنسلك في زجاجات جديدة من مادة كلوريد متعدد الفاينيل، والتي كانت أكبر من الزجاجات التقليدية بنفس السعر.

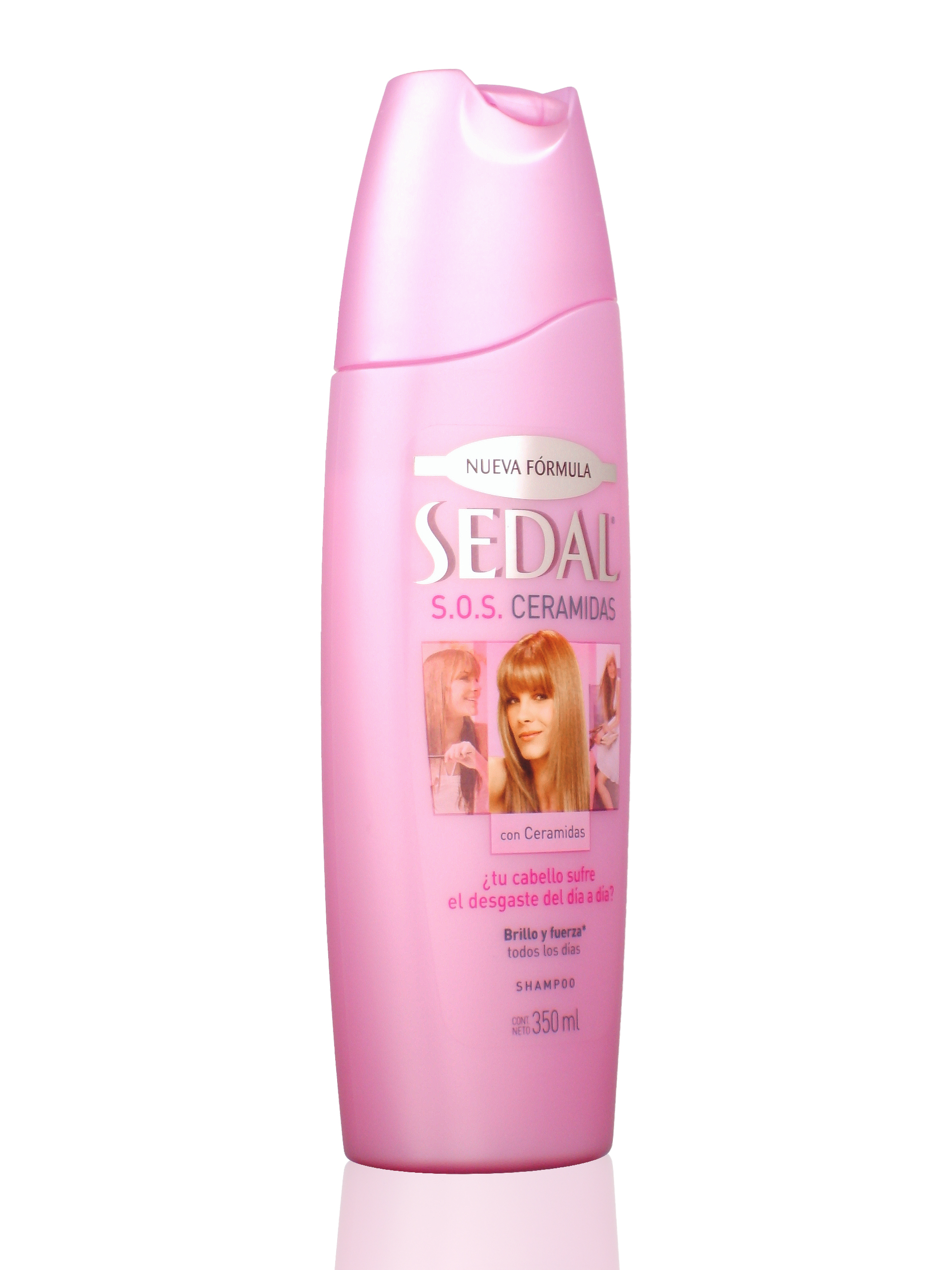
زجاجة شامبو سيدال

بحلول أوائل السبعينيات من القرن الماضي، تم تصنيع صانسيلك في 27 دولة، وكان أقرب شيء إلى علامة تجارية عالمية للعناية بالشعر.
تم إطلاق بلسم صنسلك في عام 1971 بثلاثة أنواع للشعر الجاف والعادي والدهني. في عام 1973، أطلقت شركة صنسلك غسولًا مُثبّتًا معطرًا بالهباء الجوي. تم تقديم زجاجة شامبو اقتصادية الحجم لشركة صنسلك في عام 1974.
في عام 1980، أعيد إطلاق مجموعة صنسلك بأكملها، مع تركيبات محسنة وتصميم عبوات لإدخال العلامة التجارية في الثمانينيات.
في عام 1985، تم إطلاق موس تصفيف الشعر من صنسلك وبعد ذلك بعامين تبعه موس التكييف.
في عام 1993، أطلقت شركة صنسلك مجموعة جديدة من الشامبو والبلسم، والتي تم تطويرها لتلبية احتياجات شعر النساء وتعكس الطريقة التي تفكر بها النساء بشأن شعرهن. المعهد (علامة تجارية من سيدا / سيدال) قام معهد إليدا هير بتطوير المنتجات استجابة لأبحاث السوق.
في عام 2001، دخلت صنسلك في سوق ألوان الشعر للشعر الداكن من النوع الآسيوي. تقدم صنسلك برو كولور مجموعة من سبعة ألوان دائمة من الأسود الطبيعي إلى النحاس مع الصبغات الأرجواني والأحمر والذهبي. تم إطلاقه في الهند وباكستان وتايلاند.

## معالم
- 1954 تم إطلاق صنسلك لأول مرة في المملكة المتحدة.
- 1955 ظهر أول إعلان لشركة صنسلك على شاشة التلفزيون.
- 1964 إطلاق بخاخ صنسلك للشعر.
- 1968 شامبو صنسلك أعيد تعبئته في زجاجات كلوريد متعدد الفاينيل. في الوقت نفسه، تم إطلاق صنسلك في أوروبا والبرازيل وآسيا.
- 1971 إطلاق مكيف صسلك.
- 1975 أصبح صنسلك أكبر اسم في مجال العناية بالشعر.
- 1982 صنسلك تطلق شامبو 2 في 1 مع بلسم.
- 1986 بدأت حملة صنسلك بخبير/ مصفف شعر، بما في ذلك داستي فليمينغ.
- 1990 إطلاق مستويات صنسلك المختلفة للتكييف في الفلبين.
- 1992 قدموا لصنسلك رعاية كلاسيكية وخبيرة في الفلبين.
- 1993 بدأت حملة صنسلك بمعهدها إليدا في أمريكا اللاتينية وآسيا وفرنسا وأستراليا.
- 1996 أعيد إطلاق سيدا/ سيدال/ صنسلك بتغيير جديد، سيراميد للشعر الباهت والضعيف.
- 1998 تم تقديم فروتامين.
- 2003 تم إطلاق مجلة صنسلك اللامع في الأرجنتين.
- 2008 تم تقديم موقع التواصل الاجتماعي عصابة الفتيات في الهند.
- 2009 تم إعادة إطلاق صنسلك باسم صنسلك كإبداعات.

## الدعاية الإعلامية
بدأت شركة صنسلك أول إعلان تلفزيوني لها في عام 1955 بحملة ركزت على قضايا معينة تتعلق بالشعر. في المملكة المتحدة، ركزت الحملة على الشعر اللامع. خلال الستينيات، ظهر إعلان تلفزيوني لصنسلك لحن من تأليف جون باري، «الفتاة ذات الشمس في شعرها»، والذي أثبت شعبيته لدرجة أنه تم إصداره لاحقًا كأغنية بوب.
تم بث إعلانات صنسلك الإذاعية في عام 1969 مع ديريك نيمو لدعم شامبو صنسلك هيرب الجديد للشعر الذي يعاني من مشاكل يسمى «حكايات الشعر». في أوائل السبعينيات، تم الإعلان عن صنسلك تحت شعار «كل ما تحتاجه هو صنسلك».

## جمعيات المشاهير
مادونا وكريسدايانتي وماها سلفادور وناتاليا أوريرو وهارت إيفانغليستا وشاكيرا وماريان ريفيرا ومارلين مونرو ظهرت جميعها في الحملة الإعلانية لشركة صنسلك لعام 2008 «الحياة لا يمكن أن تنتظر» والتي تم إطلاقها مع موقع سوبر بول. كانت الفلسفة الكامنة وراء الحملة تدور حول قيام الفتيات باتخاذ خطوات إيجابية للسيطرة بشكل أفضل على حياتهن «الشعر على = الحياة على».
الممثلة والممثلة هيومايما مالك هي سفيرة العلامة التجارية لشركة صنسلك في باكستان.
الممثلة والممثلة السابقة يوريني نوشيكا هي سفيرة علامة صنسلك في سريلانكا

## وصلات خارجية
- صنسلك
- صنسلك العربية